# Meteorologia aeronautica

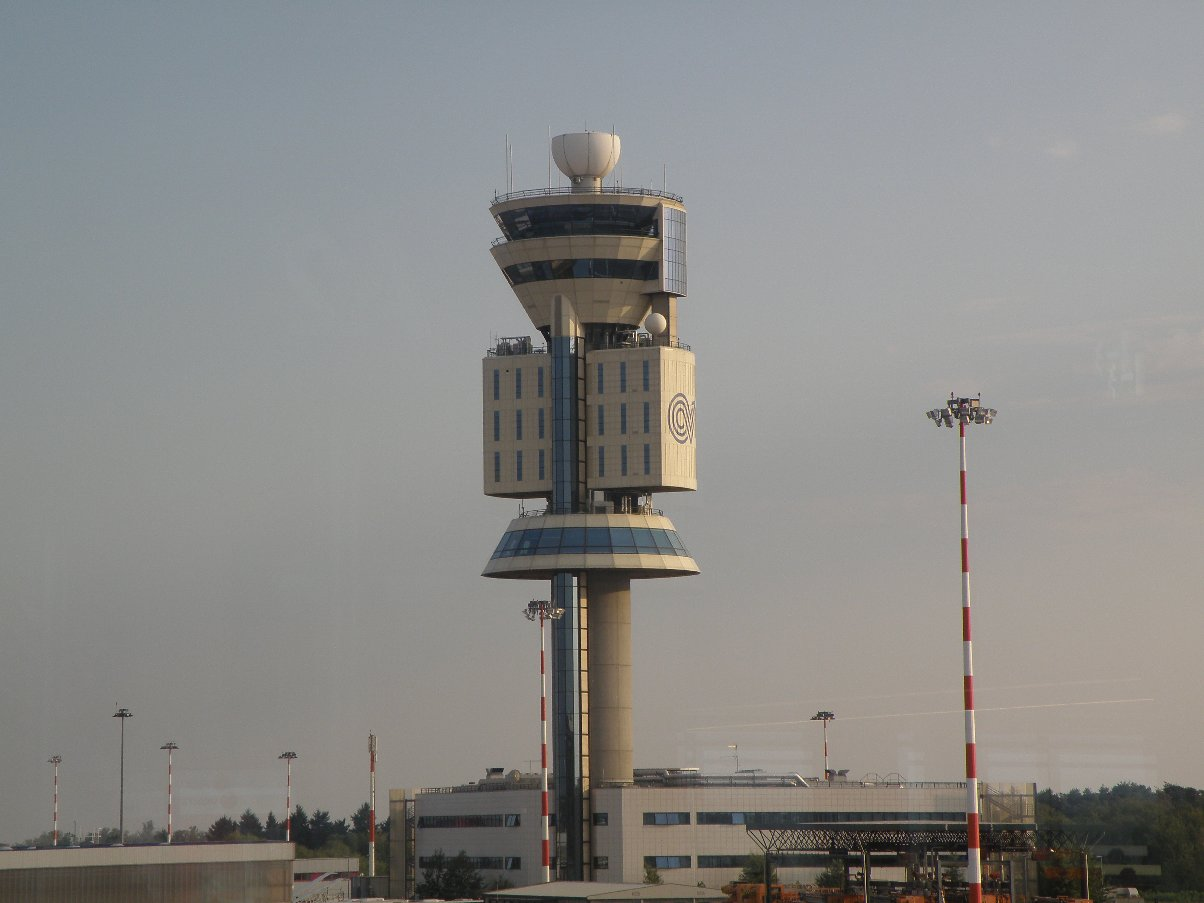
Torre di controllo del traffico aereo

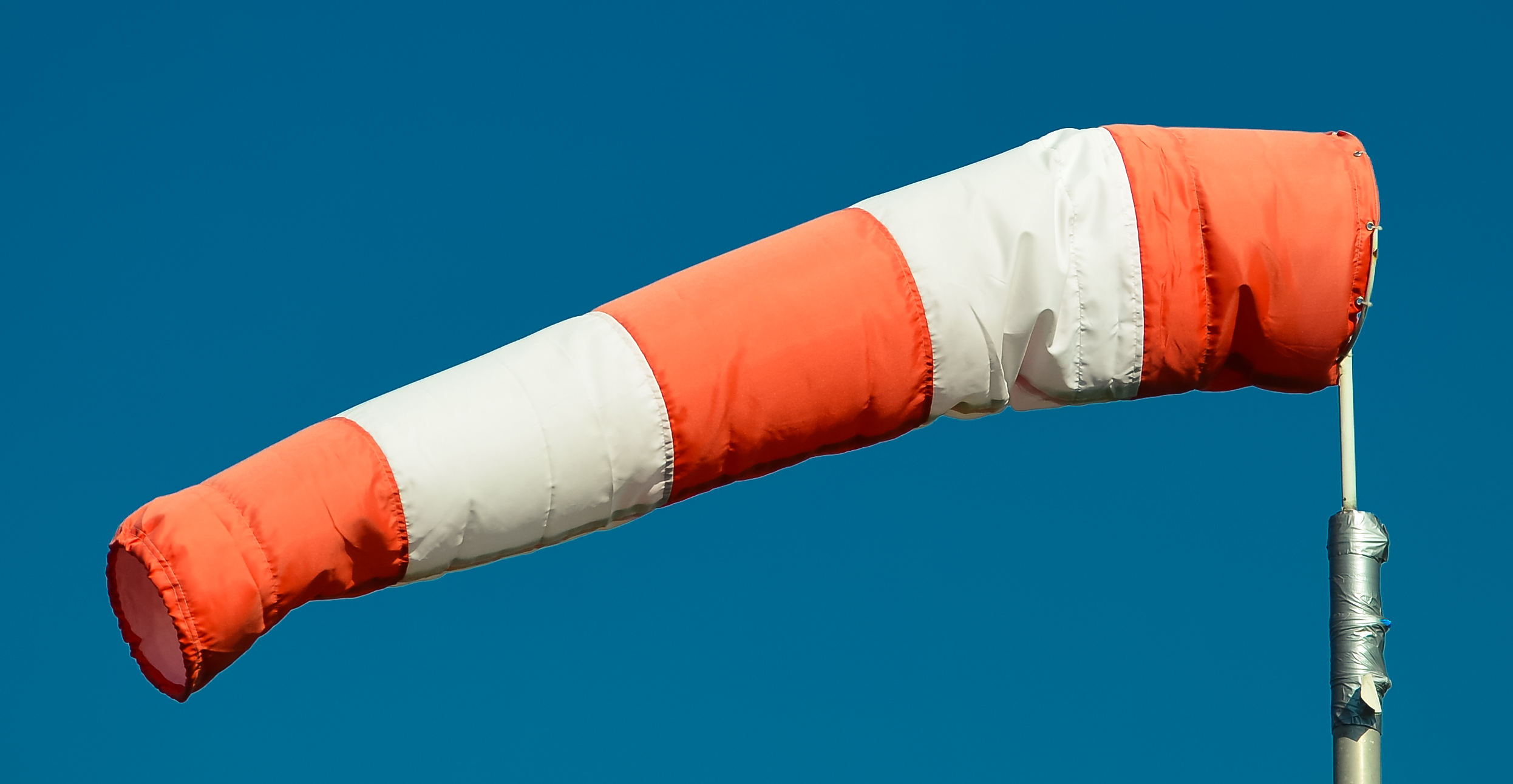
La manica a vento, utilizzata frequentemente per la misurazione di base di intensità e direzione del vento negli aeroporti

Con il termine meteorologia aeronautica si intende la branca della meteorologia applicata al controllo del traffico aereo ovvero allo studio e monitoraggio continuo delle condizioni meteorologiche favorevoli o sfavorevoli che possono impattare sulla navigazione aerea degli aeromobili, civili e militari, durante l'intera fase di volo (decollo, volo e atterraggio).

## Descrizione

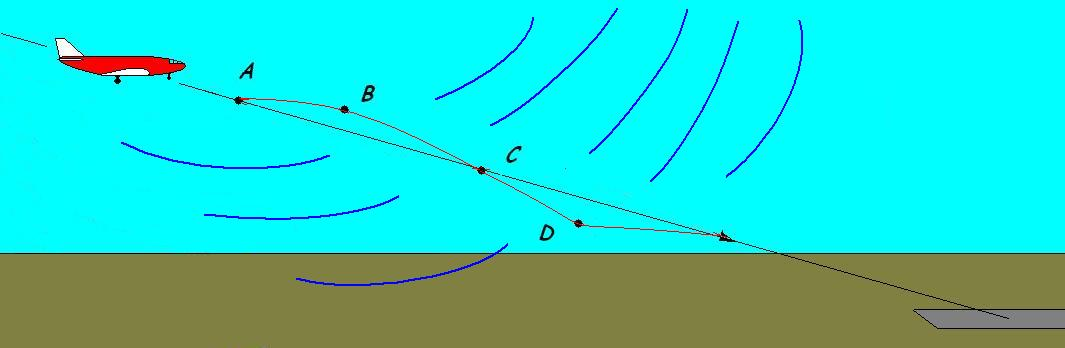
Il Wind shear nell'atterraggio di un aeromobile

Essa fa uso di tecniche di previsione meteorologica di breve scadenza come il nowcasting grazie all'uso di stazioni meteorologiche dotate dei consueti strumenti meteorologici (termometro, barometro, igrometro, anemometro ecc...), del radar meteorologico e del SODAR installati negli aeroporti e/o direttamente sui velivoli in volo. Il servizio è in genere fornito all'interno di servizi del traffico aereo e offerto da enti dedicati (es. in Italia l'Aeronautica Militare e l'ENAV).
Casi tipici di condizioni meteorologiche particolarmente impattanti e sfavorevoli per il volo di un aeromobile sono ad esempio quelli del forte vento e del wind shear durante le fasi di decollo e soprattutto atterraggio e quello della turbolenza in volo, specie all'interno di sistemi perturbati presenti sulle rotte aeree di navigazione, avendo questi un impatto diretto sulla stabilità del volo e sulla resistenza meccanica dell'aereo. 
Meno gravi sono invece i rischi connessi all'elettricità atmosferica ovvero ai fulmini potendo infatti considerare l'aeromobile come una tipica gabbia di Faraday o i casi di nebbia e maltempo durante l'atterraggio potendo questo essere gestito attraverso strumenti automatici a bordo del velivolo come l'Instrument landing system. Altro caso critico è la presenza di neve, ghiaccio, gelicidio sulle ali di un aeromobile o sulla pista dell'aeroporto, oppure i rischi legati al bird strike. Casi di estremo maltempo (es. nubifragi, tempeste di neve o vento) possono portare alla chiusura temporanea degli aeroporti relativamente alle fasi di decollo e atterraggio degli aeromobili.